# 明朗的戀愛教練
《明朗的戀愛教練》（韓語：밝히는 연애 코치）為韓國Lifetime於2019年推出的綜藝節目，由申東燁、朴娜勑、洪錫天、韓惠妍等人共同主持，固定嘉賓則為金台鉉、郑赫、林玹珠。節目主軸為身為戀愛高手的四位主持人針對求助者的戀愛苦惱進行一對一商談，是一部戀愛訪談綜藝節目。

## 節目成員
| 姓名   | 姓名 | 出生日期（年齡） | 職業             | 備註         |
| 漢字   | 諺文 | 出生日期（年齡） | 職業             | 備註         |
| ------ | ---- | ---------------- | ---------------- | ------------ |
| 申東燁 |      | 1971年2月17日    | 主持人、喜劇演員 | 戀愛的神     |
| 洪錫天 |      | 1971年2月3日     | 演員、企業家     | 梨泰院商談所 |
| 韓惠妍 |      | 1972年9月18日    | 時尚造型師       | 直言不諱魔女 |
| 朴娜勑 |      | 1985年10月25日   | 喜劇演員         | 曖昧博士     |
| 金台鉉 |      | 1978年11月27日   | 喜劇演員         | 實習教練     |
| 郑赫   |      | 1991年9月20日    | 模特兒           | 實習教練     |
| 林玹珠 |      | 1992年10月21日   | 藝人             | 實習教練     |

## 外部連結
- 官方網站 （页面存档备份，存于）
- 明朗的戀愛教練的Facebook專頁
- 明朗的戀愛教練的Instagram帳戶
- Daum上《明朗的戀愛教練》的資料